# Zhongguo pengren wenxian tiyao
Das Zhongguo pengren wenxian tiyao (chinesisch: 中国烹饪文献提要; Übersicht zu wichtigen Dokumenten der chinesischen Ess- und Trinkkultur), herausgegeben von Tao Zhengang (陶振纲) und Zhang Lianming (张廉明), ist 1986 in Peking im Verlag Zhongguo shangye chubanshe (chinesisch 中国商业出版社, englisch China Commerce Press) erschienen. 
In chronologischer Anordnung stellt es 156 Quellen zur chinesischen Ess- und Trinkkultur von der Vor-Qin-Zeit bis ins Jahr 1944 vor. Im Anhang befindet sich eine Übersicht zu den 47 in dem japanischen Sammelwerk Chugoku shokkei sosho (japanisch 中国食经丛书; chinesische Lesung: Zhongguo shijing congshu; Sammlung historischer Quellen zur chinesischen Ess- und Trinkkultur) enthaltenen historischen chinesischen Quellen, das die beiden japanischen Sinologen Shinoda Osamu (筱田统) und Tanaka Seiichi (田中静一) herausgegeben haben.
Es ist mit einem alphabetisch sortierten Index zu den Buchtiteln und Verfassernamen versehen und stellt die derzeit wohl wichtigste Quellenübersicht zur Geschichte der chinesischen Ess- und Trinkkultur und auch chinesischen Diätetik dar. Es ist auch für die Medizingeschichte relevant.